# Wózek kultowy z Ośna Lubuskiego

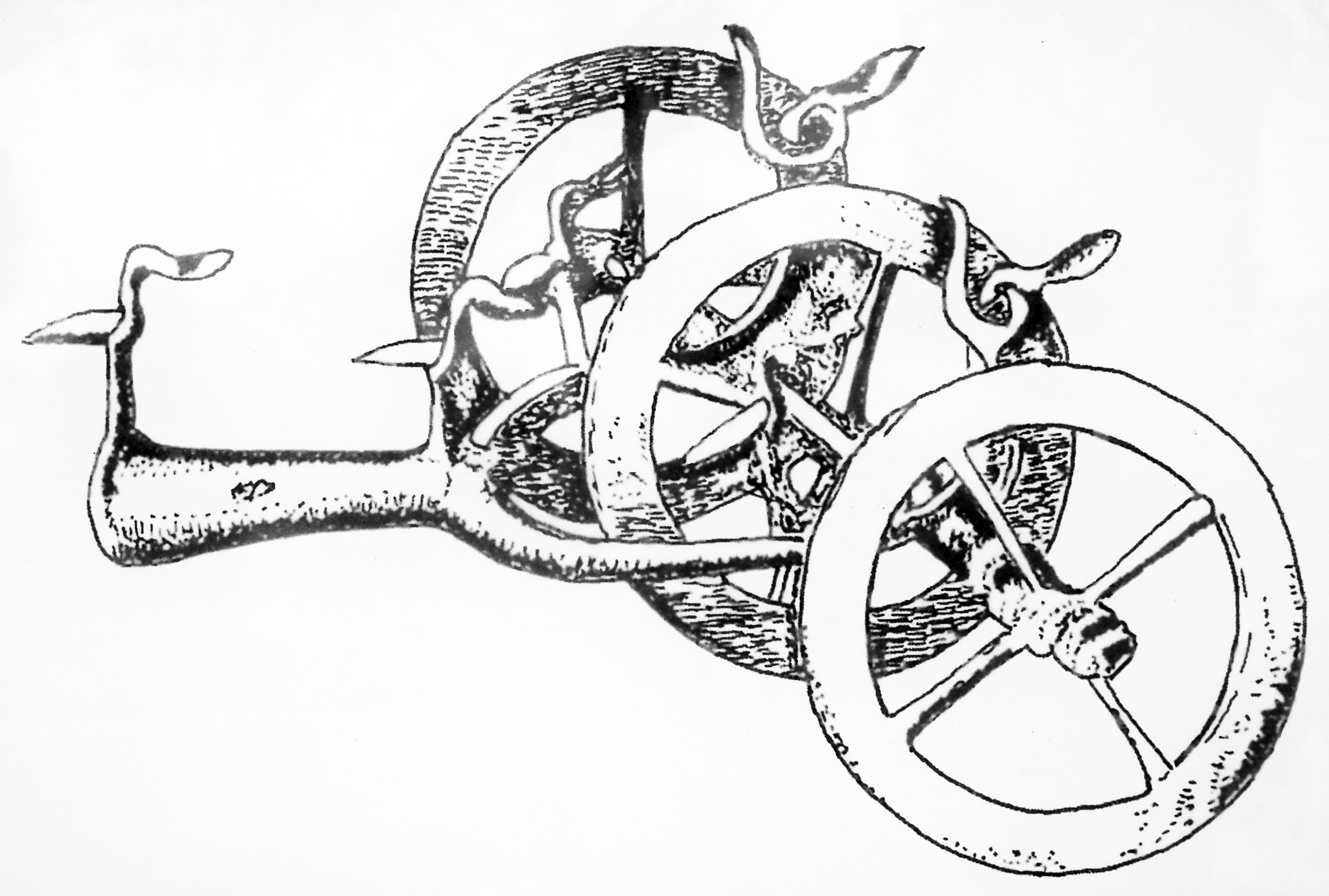
Widok ogólny

Wózek kultowy z Ośna Lubuskiego – zabytek archeologiczny, brązowy wózek odkopany w 1848 w warstwie gliny przez robotników, podczas budowy drogi z Rzepina do Ośna Lubuskiego.

## Historia i przeznaczenie
Wózek pochodzi z okresu halsztackiego. Datuje się go na X–VIII wiek p.n.e. Stanowi dowód na wysoki poziom metalurgii tych ziem w czasie, kiedy został wykonany. Obiekt składa się z trzech, połączonych osią kół – każde ma cztery szprychy. Zawiera widlasty dyszel z tulejką. Oś i dyszel zdobią wizerunki sześciu ptaków – możliwe, że są to łabędzie (zwierzęta te swoją formą i usytuowaniem nawiązują do podobnie zdobionych fibul z Miodnicy i Kolska). Istnieje możliwość przymocowania trzonka i ciągnięcia (pchania) wózka za jego pomocą. Przez archeologów z czasów znalezienia przedmiotu został on określony mianem „wózka kultowego” i pod tą nazwą był potem znany. Badacze ówcześni zakładali, że był to wózek boga Odyna ciągnięty przez dwa kruki: Hugina i Mogina (Munina). Inni zakładali, że przedmiot był zabawką dla dzieci wysoko postawionego dostojnika z tych ziem. Inne teorie wskazywały, że mógł to być element zastawy stołowej, parament obrzędów solarnych, miniatura pojazdu boga deszczu lub ziemi, narzędzie do wyjmowania czegoś z pieca, a nawet rodzaj krajalnika do ciast. 
Początkowo wózek znalazł się w prywatnej kolekcji hrabiego Friedricha Christiana von Zietena na terenie Rypina Nowego (Neuruppin). Od 1865 do dziś pozostaje w kolekcji Heimatmuseum Neuruppin. Od 2002 jego wierną kopię oglądać można w Muzeum Ziemi Torzymskiej w Ośnie Lubuskim.
Zabytek jest rzadko znajdowanym wytworem – na terenie Środkowego Nadodrza znaleziono zaledwie dziewięć podobnych obiektów. Koło ze szprychami oraz wizerunki ptaków mogą być w tych przypadkach symbolami solarnymi, co stawiałoby przedmiot w rzędzie obiektów religijnych. 

## Kultura
Theodor Fontane w powieści historycznej Vor dem Sturm (1878) wskazuje na wózek jako wytwór wysokiej kultury słowiańskiej. Tutejsi, prowadzący spokojny i osiadły tryb życia Słowianie, byli według niego nosicielami wysokiej kultury przejawiającej się w wytwarzaniu kunsztownych przedmiotów o bogatych zdobieniach. Byli oni przeciwwagą dla dzikich, krwiożerczych i nieokrzesanych Germanów, składających wówczas ofiary z ludzi.